# Šovinismus
Šovinismus označuje vyhrocený nacionalismus, tj. víru v nadřazenost jednoho národa, hlásání nacionální výlučnosti a nenávisti k jiným národům. Používá se ale i v přeneseném a širším významu, kdy označuje víru v nadřazenost nějaké skupiny nad jinou, např. mužský šovinismus ve významu mužské nadřazenosti vůči ženám nebo naopak ženský šovinismus vůči mužům.
Etymologicky výraz „šovinismus“ vznikl podle jména legendárního francouzského napoleonského granátníka Nicolase Chauvina.